# Пам'ятник Варшавському повстанню
Пам'ятник Варшавському повстанню ( пол. Pomnik Powstania Warszawskiego   ) — пам’ятник у Варшаві, Польща, присвячений Варшавському повстанню 1944 року. Відкритий у 1989 році, його створив Вінцент Кучма, а архітектором був Яцек Будин. Монумент розташований у південній частині площі Красінського.
Пам’ятник назвали «найважливішим пам’ятником післявоєнної Варшави».  У 2012 році Газета Виборча повідомляла, що це одна з найвідвідуваніших пам’яток для іноземних туристів. 

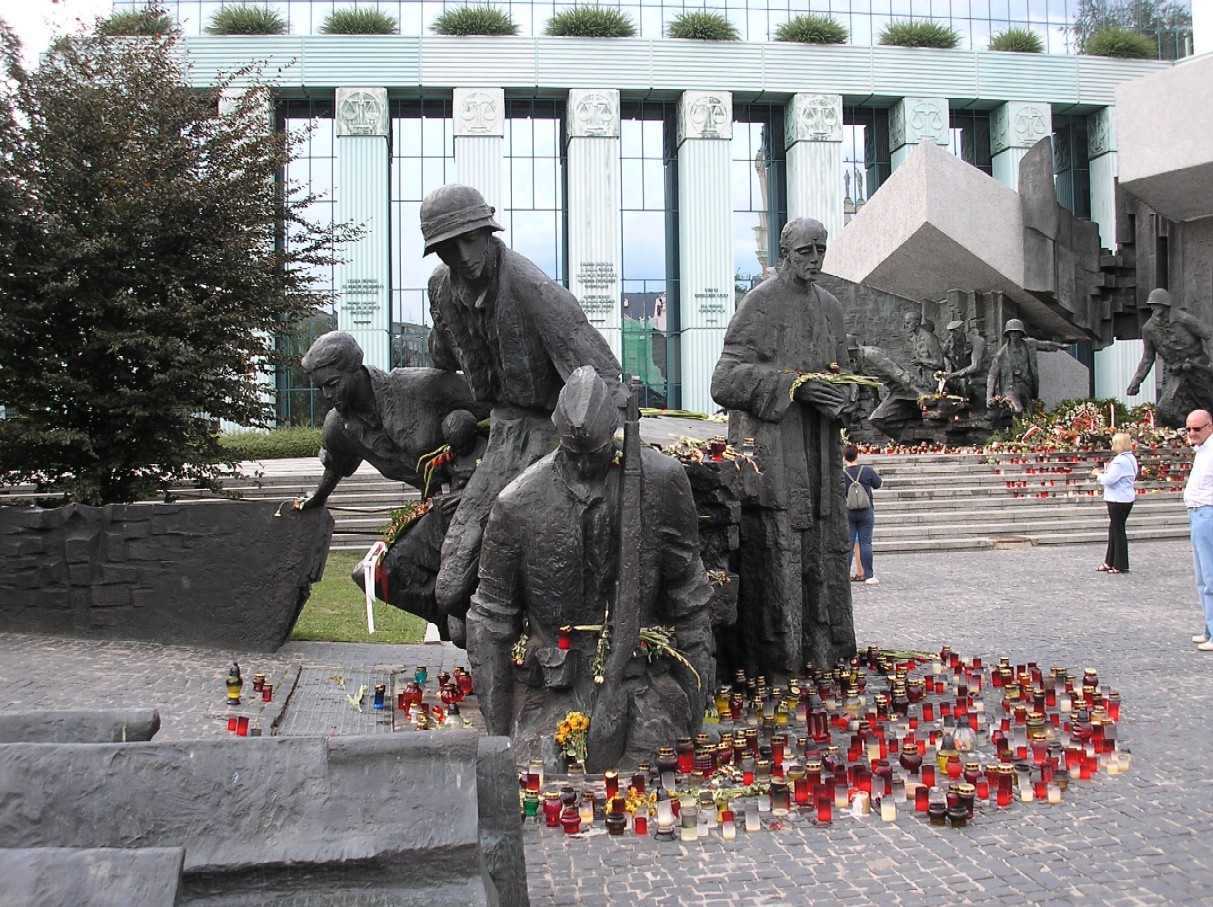
Менша частина пам'ятника

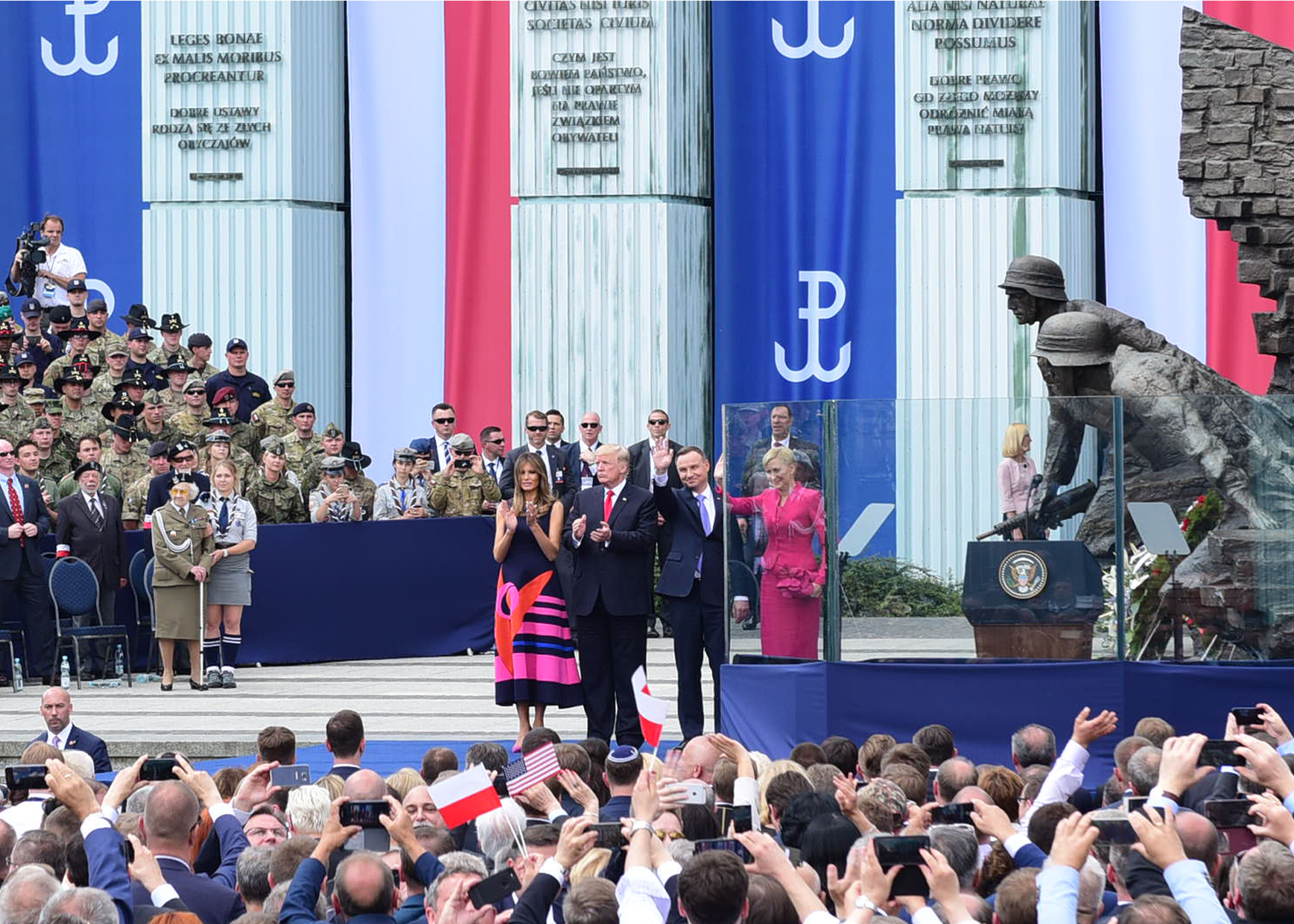
Дональд Трамп і Анджей Дуда біля пам'ятнику Варшавському повстанню, 2017

## Дивіться також
- Варшавське повстання
- Армія Крайова
- Польський Опір під час Другої світової війни
- Музей Варшавського повстання
- Пам'ятник жертвам різанини на Волі
- Пам'ятник героям гетто (з яким часто плутають монумент Варшавського повстання)